# Rajesh Hamal

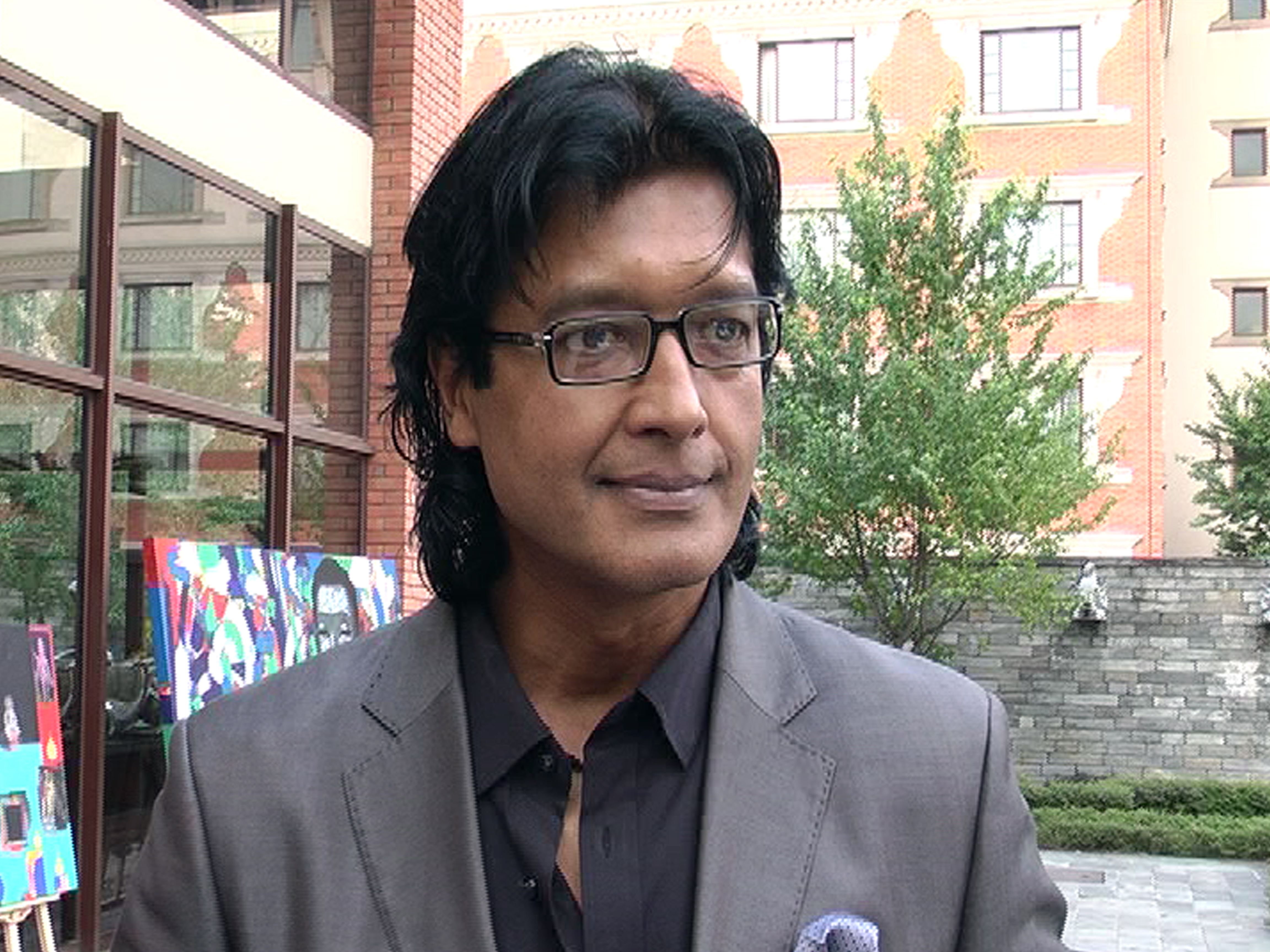
Rajesh Hamal

Rajesh Hamal  (geboren op 9 juni 1964 in Tansen, Palpa, Nepal) is een Nepalees filmacteur, zanger, model en televisiepresentator. Hamal was een van de best betaalde Nepalese acteurs in de jaren negentig en 2000.
Hamal is geboren in Tansen, Palpa . Zijn vader, Chuda Bahadur Hamal, was de Nepalese ambassadeur in Pakistan, Hamal communiceerde niet veel met zijn vader en vertelde Wavemag : "Elke dag van mijn leven heb ik spijt dat ik hem geen goed afscheid heb gegeven. Bovendien had ik mijn best moeten doen om goed met mijn vader te communiceren en op een betere manier over mijn ambities en passie te praten." Hoewel het beroep van zijn moeder Renu KC onbekend is, vertelde Hamal aan Moviemandu: "De dood van mijn moeder is te wijten aan geestelijke gezondheid en sigaretten, met als gevolg dat moeder voor het leven is overleden". Hij is het derde kind, met vier broers en zussen.